# Immeuble au 23, rue Berthe-Molly à Colmar
L'immeuble au 23, rue Berthe-Molly est un monument historique situé à Colmar, dans le département français du Haut-Rhin.

## Localisation
L'édifice est situé au 23, rue Berthe-Molly à Colmar.

## Historique
Plusieurs campagnes de travaux ont eu lieu en 1599, 1604, 1606 et 1609. La porte d'entrée de l'habitation est datée de 1599.
L'inscription « der Gott vertrawt » et les étoiles de Salomon à cinq branches indiquent que l'édifice aurait abrité un oratoire judaïque ou l'habitation d'un rabbin.
L'immeuble appartient actuellement au ministère de la Justice.
Les façades, les toitures sur rue et sur cour, les galeries à balustrades et le passage d'entrée font l'objet d'une inscription au titre des monuments historiques depuis le 30 décembre 1985. L'arrêté d'inscription du 22 juillet 2024 abroge l'arrêté précédent.

## Architecture
Les façades de la cour intérieure présentent un pan de bois, rehaussé au second étage par une galerie ouverte sur trois côtés.